# Fundação de Arte de Ouro Preto
A Fundação de Arte de Ouro Preto (FAOP), com sede em Ouro Preto, é um centro cultural que realiza ações de conservação, restauração, fazeres tradicionais e arte contemporânea.

## História
A criação da FAOP está viceralmente relacionada com a repressão da Ditadura Militar de 1964, coroada pelo Ato Institucional nº 5. Foi inaugurada em 1968, por intelectuais, como Vinicius de Moraes, Domitila do Amaral, Rui Mourão, Affonso Ávila e Murilo Rubião, que desejavam criar um ambiente de refúgio artistico frente a repressão militar.

### Contexto histórico
Naquele contexto, Ouro Preto vivia um cenário de ebulição cultural, pelo exilio de diversos artistas para a região e pela criação do Festival de Inverno da Universidade Federal de Minas Gerais, em 1967. A comunidade conservadora e religiosa ouro-pretana, principalmente a Sociedade Brasileira de Defesa da Tradição, Família e Propriedade, se incomodava com a vida boêmia dos artistas. Foram instituidos na cidade Assessorias de Segurança e Informação, contribuindo para a censura e perseguição de artistas.

### Primeiros anos

Vinicius de Morais, 1973

Vinicius de Morais foi um dos artistas que se exiliou em Ouro Preto, fugindo da repressão do Governo Costa e Silva. Ele hospedou-se na casa do médico Heraldo Lima, que era amigo de muitos intelectuais mineiros, entre eles Israel Pinheiro, Governador de Minas Gerais na época. O governador pediu que Vinicius de Morais pensasse um plano de valorização de Ouro Preto.
Pensando nisso, e com a ajuda de Domitila do Amaral, o poeta formulou um projeto de criação de um instituto artistico em Ouro Preto. A concretização do projeto foi realizada por Murilo Rubião, Affonso Ávila e Rui Mourão, que formularam os estatutos e o projeto de lei nº 5038, aprovado em 25 de novembro de 1968. Foi substituido posteriormente pelo decredo nº 11.656, de 11 de fevereiro de 1969.

### Consolidação e repressão
A inauguração oficial ocorreu em 11 de fevereiro de 1969. Nesse mesmo ano, a Fundação uniu-se a outros artistas, contribuindo para a sua consolidação como um dos mais importantes institutos artisticos do país. Como por exemplo a Escola de Arte Rodrigo Melo Franco de Andrade, criada por Anna Amélia Lopes e Nello Nunes, que deu força institucional a Fundação.
Em 1971 foi criado o primeiro Curso Livre de Restauro e Conservação, por Jair Afonso Inácio. Nas aulas, além de técnicas de restauro, também era ensinado História da Arte, História de Ouro Preto, e, até mesmo química, uma especialidade do Jair Inácio. Pouco depois foi criado o curso de Iniciação Artistica para Adultos.
Inicialmente as aulas eram ministrada na Casa da Ópera de Ouro Preto, mas, em 1971 o projeto foi abraçado por Orlandino Seitas Fernandes, diretor do Museu da Inconfidência, que ofereceu o espaço para as aulas. Orlandino Fernandes, todavia, foi preso e torturado pela Policia Federal, em 1972.
A história foi parar no Jornal do Brasil, atráves de denuncia de Maurilio Torres. Fernandes morreu pouco depois. O Museu da Inconfidência ficou fechado a a FAOP conseguiu uma nova sede, na rua Getúlio Vargas.

### Pós ditadura
A situação de investimento público na cultura não melhorou no periodo de redemocratização. A Lei Sarney, de 1986, por exemplo, não buscava um financiamento direto do Estado para a cultura, mas, na realidade, planos de investimento privado. Nessa época a FAOP teve que extinguir diversos cursos, e diminuir sua estrutura. Os salários atrasavam e era dificil manter o quadro docente.
A situação piorou no Governo de Collor de Mello, que reduziu o Ministério da Cultura em uma secretaria, e extinguiu a Funarte. Em 1991 a Lei Sarney foi substituida pela Lei Roaunet, que fortaleceu a concepção de Arte interligada a Economia da Cultura.

## Ações
"No decorrer de mais de meio século de existência, a FAOP vem atuando, por meio de políticas públicas e parcerias, em ações de conservação, restauração, fazeres tradicionais e da arte contemporânea em seus mais diversificados suportes e linguagens, consolidando sua capacidade de formação, educação e transformação social".

## Estrutura
Em Ouro Preto, a FAOP possui três núcleos. O Núcleo de Arte, que mantém oficinas livres de arte, localiza-se no bairro Antônio Dias, na Casa do Presidente Pedro Aleixo; o Núcleo de Conservação e Restauração, localizado no bairro Rosário, em um solar histórico à r. Getúlio Vargas; e um Núcleo de Ofícios, localizado no Complexo de Barão de Camargos.
Há ainda o Complexo Cultural Bernardo Guimarães, onde está localizado a Galeria de Arte Nello Nunes, o Armazém de Ofícios, a Biblioteca Murilo Rubião, o Auditório Vinicius de Morais e a sede administrativa.
Atualmente a FAOP está em processo de espansão, com sedes em Paracatu e Guaxupé. Serão inauguradas novas sedes em Belo Horizonte, Santa Luzia, Congonhas e no distrito de Antonio Pereira.